# Krasni Skotovod
Krasni Skotovod (en rus: Красный Скотовод) és un poble (una khútor) de l'óblast de Rostov, a Rússia, segons el cens rus del 2010 tenia 258 habitants. Pertany al districte de Proletarsk.